# Əlvənd
Əlvənd (ryska: Альвенд) är en ort i Azerbajdzjan.   Den ligger i distriktet Zərdab Rayonu, i den centrala delen av landet, 170 km väster om huvudstaden Baku. Antalet invånare är 955.
Terrängen runt Əlvənd är mycket platt. Närmaste större samhälle är Zardob, 19,0 km nordväst om Əlvənd.
Trakten runt Əlvənd består till största delen av jordbruksmark. Runt Əlvənd är det ganska tätbefolkat, med 58 invånare per kvadratkilometer.